# Костичанівська сільська рада
Костича́нівська сільська́ ра́да — адміністративно-територіальна одиниця та орган місцевого самоврядування в Новоселицькому районі Чернівецької області. Адміністративний центр — село Костичани.

## Загальні відомості
- Населення ради: 3 523 особи (станом на 2001 рік)

## Населені пункти
Сільській раді були підпорядковані населені пункти:
- с. Костичани
- с. Думени
- с. Новоіванківці (Пол-Ванчикауць)

## Склад ради
Рада складалася з 20 депутатів та голови.
- Голова ради: Мунтян Олександр Федорович
- Секретар ради: Каба Валентина Борисівна

### Керівний склад попередніх скликань
| Прізвище, ім'я, по батькові | Основні відомості                                                                     | Дата обрання | Дата звільнення |
| --------------------------- | ------------------------------------------------------------------------------------- | ------------ | --------------- |
| Шеремет Іван Филимонович    | Сільський голова, 1948 року народження                                                | 26.03.2006   | 31.07.2007      |
| Мунтян Олександр Федорович  | Сільський голова, 1972 року народження, освіта незакінчена вища, член Партії регіонів | 31.10.2010   |                 |

Примітка: таблиця складена за даними сайту Верховної Ради України

### Депутати
За результатами місцевих виборів 2010 року депутатами ради стали:

#### За суб'єктами висування
| Суб'єкт висування           | Кількість обраних депутатів | %  |
| --------------------------- | --------------------------- | -- |
| Самовисування               | 13                          | 65 |
| Народна партія              | 6                           | 30 |
| Комуністична партія України | 1                           | 5  |

#### За округами
| № округу                    | Прізвище, ім'я, по батькові   | Дата визнання обраним | Освіта             | Партійна приналежність            | Відомості про обраного депутата             |
| --------------------------- | ----------------------------- | --------------------- | ------------------ | --------------------------------- | ------------------------------------------- |
| Комуністична партія України |                               |                       |                    |                                   |                                             |
| 3                           | Кліпа Петро Васильович        | 01.11.2010            | середня            | член Комуністичної партії України | СВ «Сервіс», робітник                       |
| Народна Партія              |                               |                       |                    |                                   |                                             |
| 5                           | Мунтян Михайло Володимирович  | 01.11.2010            | вища               | позапартійний                     | тимчасово не працює                         |
| 7                           | Ботгрос Віктор Іванович       | 01.11.2010            | середня спеціальна | позапартійний                     | пенсіонер                                   |
| 8                           | Апостол Валерій Іванович      | 01.11.2010            | середня спеціальна | позапартійний                     | приватний підприємець                       |
| 10                          | Паскар Калин Васильович       | 01.11.2010            | вища               | член Народної партії              | Костичанська сільська рада, землевпорядник  |
| 11                          | Каба Валентина Борисівна      | 01.11.2010            | вища               | член Народної партії              | Костичанська сільська рада, секретар        |
| 14                          | Каптар Віолета Вікторівна     | 15.11.2010            | середня спеціальна | позапартійна                      | ТОВ «Новофарм», фармацевт                   |
| Самовисування               |                               |                       |                    |                                   |                                             |
| 1                           | Григораш Анатолій Леонтійович | 01.11.2010            | середня спеціальна | позапартійний                     | приватний підприємець                       |
| 2                           | Ротар Валерій Володимирович   | 01.11.2010            | середня            | позапартійний                     | пенсіонер                                   |
| 4                           | Доголіч Василь Іванович       | 01.11.2010            | середня спеціальна | позапартійний                     | приватний підприємець                       |
| 6                           | Білик Василь Іванович         | 01.11.2010            | вища               | позапартійний                     | пенсіонер                                   |
| 9                           | Карп Луїза Володимирівна      | 01.11.2010            | вища               | позапартійна                      | Костичанська загальноосвітня школа, вчитель |
| 12                          | Білик Лідія Євсеївна          | 01.11.2010            | вища               | член Партії регіонів              | приватний підприємець                       |
| 13                          | Доголіч Володимир Іванович    | 01.11.2010            | середня            | позапартійний                     | приватний підприємець                       |
| 15                          | Ватаман Ігор Іванович         | 01.11.2010            | вища               | позапартійний                     | Новоселицький РВ УМВС                       |
| 16                          | Раца Людмила Іванівна         | 01.11.2010            | вища               | позапартійна                      | ДНЗ «Гіочел», завідувачка                   |
| 17                          | Лупой Руслан Борисович        | 01.11.2010            | вища               | позапартійний                     | приватний підприємець                       |
| 18                          | Вакараш Василь Григорович     | 01.11.2010            | середня            | позапартійний                     | пенсіонер                                   |
| 19                          | Мунтян Неля Серафимівна       | 01.11.2010            | вища               | член Партії регіонів              | Костичанська загальноосвітня школа, вчитель |
| 20                          | Кирстя Віктор Серафимович     | 01.11.2010            | середня            | позапартійний                     | тимчасово не працює                         |